# Lepidium amplexicaule
Lepidium amplexicaule är en korsblommig växtart som beskrevs av Carl Ludwig von Willdenow. Lepidium amplexicaule ingår i släktet krassingar, och familjen korsblommiga växter. Inga underarter finns listade i Catalogue of Life.